# Aidanosagitta guileri
Aidanosagitta guileri är en djurart som tillhör fylumet pilmaskar, och som först beskrevs av Taw 1974.  Aidanosagitta guileri ingår i släktet Aidanosagitta och familjen Sagittidae. Inga underarter finns listade i Catalogue of Life.